# Франкфурт Мойсей Ізраїльович
Мойсе́й Ізра́їльович Фра́нкфурт (* 1908, містечко Сатанів, нині смт Городоцького району Хмельницької області — † ?) — український нефролог, фундатор нефрології в Донбасі. Доктор медичних наук (1962). Професор (1963).

## Біографія
Народився у Сатанові . Молодший брат доктора медичних наук Олександра Франкфурта. Учень академіка Миколи Стражеска. 1962 року захистив докторську дисертацію «Дифузний нефрит у клініці та експерименті» . 1963 року надано звання професора. Був членом КПРС (від 1944 року).
До війни працював лікарем у Вінниці, був асистентом на кафедрі терапії Вінницького медичного інституту (нині Вінницький національний медичний університет імені Миколи Пирогова). Професор Юрій Мостовий, розповідаючи про роботу кафедри терапії у 1936—1941 роках, зазначає: «Кафедра базувалася в обласній лікарні ім. М. І. Пирогова. Завідував кафедрою професор Борис Соломонович Шкляр. Це був період становлення і одночасно період творчого злету кафедри. Асистентами працювали досвідчені практичні лікарі, чиї прізвища добре знали в місті — В. Е. Галавський, В. М. Кутілек, М. М. Лагун, М. І. Франкфурт, Б. Л. Френкель, С. П. Шинкар. Всі як один ерудити, що зналися не тільки в медицині, але й в літературі, мистецтві, музиці. Саме вони з молодим, енергійним професором стають ініціаторами проведення обласних, міських, районних лікарняних конференцій. Вони організовують велетенську просвітню роботу серед населення, вони згуртовують навколо себе медичну громадськість міста» .
1932 року закінчив Київський медичний інститут (нині Національний медичний університет імені Олександра Богомольця) і працював у ньому до 1951 року асистентом, доцентом. Харитон Берман згадував: «Навчаючись у Київському медичному інституті, я перебував у дружніх відносинах з доцентом цього інституту Мойсеєм Франкфуртом, попри те, що він був старший за мене на багато років. Нас з ним об'єднувала любов до рідної мови їдиш. Ми завжди, коли дозволяли обставини, могли годинами розмовляти на їдиш про єврейську культуру й літературу. У молодості професор Мойсей Франкфурт був затятим прихильником поалей-ціоністів. Він був особисто знайомий з Бером Бороховим і був його великим шанувальником. До 1963 року, коли могила його ще перебувала на Лук'янівському кладовищі Києва, ми з Франкфуртом в місяці елул приходили і клали камінчик на могилу великого єврейського вождя, світлої особистості Бера Борохова» .
Від 1951 року працював у Донецькому медичному інституті (нині Донецький національний медичний університет імені Максима Горького). Завідувач кафедри пропедевтики внутрішніх хвороб у 1951—1976 роках. Розробив навчальні програми з пропедевтики внутрішніх хвороб для студентів педіатричного і медико-профілактичного (санітарно-гігієнічного) факультетів. Автор чотирьох навчальних посібників, організатор біохімічної кафедральної лабораторії. Читав курс «Діагностика та терапія внутрішніх хвороб».
Серед учнів — доктор медичних наук Яків Оберемченко, який очолював кафедру пропедевтики внутрішніх хвороб після свого вчителя (у 1976—1991 роках).
Обирався заступником голови Донецького обласного терапевтичного товариства, головою Донецького обласного кардіоревматологічного комітету.

## Нагороди
Нагороджено орденами Трудового Червоного Прапора, Вітчизняної війни першого та другого ступеня, Червоної Зірки, медаллю «За бойові заслуги».

## Праці
Автор понад 40 друкованих праць, зокрема монографій «Ліпоїдний нефроз» (Київ, 1947; під редакцією та з передмовою академіка Миколи Стражеска) і «Морфологія дифузного нефриту» (Донецьк, 1958), розділів у Радянській медичній енциклопедії «Азотемія» та «Протеїнемія».
Основна праця:
- Франкфурт М. И. Морфология диффузного нефрита. — Сталино, 1958.

У цій монографії учений не тільки детально описав морфологію дифузного нефриту, але й провів клініко-анатомічний аналіз захворювання на різних етапах його розвитку.